# Diermianinskoje
Diermianinskoje (ros. Дермянинское) – wieś w Rosji, w rejonie czerepowieckim obwodu wołogodzkiego. W 2010 liczyła 32 mieszkańców.